# Scarlett Byrne
Scarlett Hannah Byrne (ur. 6 października 1990 roku w Londynie w Wielkiej Brytanii) – brytyjska aktorka.
Wcielała się w rolę Pansy Parkinson w trzech ostatnich filmach o Harrym Potterze. Wcześniej starała się o rolę Luny Lovegood w Zakonie Feniksa, lecz otrzymała ją Evanna Lynch.
Związana z Cooperem Hefnerem, synem twórcy „Playboya”. Para zaręczyła się w 2015 roku.
W 2017 r. wystąpiła w nagiej sesji dla amerykańskiego „Playboya”, była to pierwsza naga sesja po powrocie pisma do prezentowania takich treści.